# Wang Jingwei
Wang Jingwei, właściwie Wang Zhaoming (ur. 4 maja 1883 w Sanshui, zm. 10 listopada 1944 w Nagoi) – chiński polityk i działacz republikański, jeden z przywódców Kuomintangu, lider jego lewego skrzydła, bliski współpracownik Sun Jat-sena, konkurent Czang Kaj-szeka o schedę po nim, premier (1932–1935). Słabszy militarnie od prawicy przegrał rywalizację i stanął na czele wewnątrzpartyjnej opozycji zachowując silną pozycję, stopniowo zmieniał też poglądy na faszystowskie po nieudanych próbach sojuszu z komunistami. W obliczu klęsk i brak perspektyw zwycięstwa w wojnie z Japonią w 1940 roku wybrał kolaborację i ogłosił się prezydentem Zreorganizowanego Narodowego Rządu Republiki Chińskiej, państwa marionetkowego mającego objąć Chiny pod kontrolą japońską, przyjął również honorowy stopień teji shangjianga jako zwierzchnik Armii Pokojowego Budowania Narodu. Jego dyktatura trwała do roku 1944, gdy podupadł na zdrowiu i zmarł, a jego następcą został Chen Gongbo. W Chinach zapamiętany jako zdrajca.

## Życiorys
Wang urodził się w Sanshui (prowincja Guangdong). W 1903 pojechał na studia do Japonii, dzięki współfinansowaniu jego podróży przez cesarski rząd dynastii Qing. W 1905 wstąpił do Tongmenghui. Następnie został uwięziony za uczestnictwo w spisku zmierzającym do zgładzenia ówczesnego regenta Chin - drugiego księcia Chun. Wang pozostawał w więzieniu od 1910 aż do 1911, kiedy to doszło do wybuchu powstania w Wuchangu. W 1912 Wang, Wu Zhihui, Li Shizeng oraz Zhang Ji założyli Towarzystwo Rozwoju Moralności (chin. 進德會; Jinde hui), znane również jako „Osiem Punktów” lub „Stowarzyszenie Ośmiu Zakazów” (chin. 八不會; Babu hui).
Kariera polityczna Wang Jingweia (nazywanego chińskim Vidkunem Quislingiem) była nieszablonowa i niespójna. Jego poglądy polityczne ewoluowały od pozycji skrajnej lewicy (anarchizm) do skrajnej prawicy (faszyzm) i były przedzielone okresami kiedy przebywał na wygnaniu. Był jednym z najważniejszych członków Kuomintangu (KMT) i zaufanym Sun Jat-sena oraz czuwał nad wykonaniem jego ostatniej woli.
Na początku lat dwudziestych Wang zajmował kilka stanowisk w rewolucyjnym rządzie Sun Jat-sena w Guangzhou. Jednak w 1925 po śmierci tego ostatniego w partii wywiązała się zaciekła walka o władzę.
W czasie ekspedycji północnej Wang był czołowym przywódcą lewej frakcji KMT, która skłaniała się do współpracy z Komunistyczną Partią Chin i Kominternem. Część Kuomintangu z Wangiem na czele na początku 1927 doprowadziła do powstania nowej stolicy partii w Wuhanie i stanęła w opozycji do Czang Kaj-szeka - reprezentującego opcję prawicową. Tymczasem Czang Kaj-szek dokonywał czystek politycznych w Szanghaju i pozbywał się tamtejszych komunistów. Kłótnie na łonie zjednoczonej dotąd partii są znane jako „Podział Ninghan” (寧漢分裂, 宁汉分裂, Nínghàn Fenlìe). Skrzydło KMT pod przywództwem Wanga było słabe wojskowo i dlatego zostało pokonane przez miejscowych militarystów. Dotychczasowa opozycja z Wangiem, która nie posiadała większych środków finansowych, musiała znowu dołączyć we wrześniu 1927 w Nankinie do swojego dotychczasowego wroga – Czang Kaj-szeka, który dysponował o wiele silniejszą armią.
W 1930 Wang znowu próbował przeprowadzić próbę zamachu stanu przeciwko Czang Kaj-szekowi, tym razem z pomocą Fenga Yuxianga i Yana Xishana w rezultacie tego wybuchła tzw. Wojna Środkowych Równin. W tym czasie Wang odbył podróż do Niemiec i poznał Adolfa Hitlera. Jednak próba zdobycia władzy znowu zakończyła się niepowodzeniem i Wang po swojej porażce pojednał się z rządem Czanga w Nankinie na początku lat trzydziestych. Od tego momentu zajmował kluczowe stanowiska w partii, towarzyszył nawet rządowi nacjonalistów w jego odwrocie do Chongqing w czasie wojny chińsko-japońskiej (1937–1945). Wówczas też zaczął organizować wewnątrz partii frakcje o wyraźnie faszystowskim odchyleniu, wzorując się przy tym na doświadczeniach europejskich. Początkowo Wang opowiadał się za walką z japońskimi okupantami, ale po chińskich porażkach w obronie Szanghaju (1932) i podczas obrony Wielkiego Muru stracił wiarę w możliwość pokonania przeciwnika. W czasie narad sztabu Kuomintangu często wypowiadał defetystyczne opinie i skłaniał się do negocjacji z Japonią, ponieważ uważał, iż tylko tędy prowadzi droga do uratowania Chin.
W końcu 1938 r. Wang udał się do Szanghaju, aby tam ostentacyjnie podjąć rozmowy z Japończykami. 30 marca 1940 został szefem Zreorganizowanego Narodowego Rządu Republiki Chińskiej, z siedzibą w Nankinie, które było wspierane przez Japonię. Wang podtrzymywał także kontakty z niemieckimi i włoskimi faszystami.
W marcu 1944 r. został przewieziony do szpitala w Nagoi w Japonii, w tym okresie praktycznie nie wstawał już z łóżka. Zmarł 10 listopada 1944 r. z powodu powikłań po zapaleniu płuc.
Wang został pochowany w Nankinie niedaleko mauzoleum Sun Jat-sena. Po wkroczeniu Czang Kaj-szeka do Nankinu jego ciało spalono, a grobowiec wysadzono w powietrze. Dzisiaj w tym miejscu stoi jedynie mały pawilon. Za rolę, jaką odegrał w czasie wojny, Wang jest krytykowany przez większość chińskich historyków, jednak niektórzy z nich uważają jego współpracę z okupantem za działanie w dobrej wierze i próbę ocalenia kraju.